# Man Dandan
Man Dandan (chinesisch 满丹丹, Pinyin Mǎn Dāndān; * 5. Mai 1989 in Harbin, Heilongjiang) ist eine ehemalige chinesische Skilangläuferin.

## Werdegang
Man nahm von 2005 bis 2018 an Wettbewerben der Fédération Internationale de Ski teil. Ihr erstes Weltcuprennen lief sie im März 2006 in Changchun, welches sie mit dem 24. Platz im Sprint beendete und damit auch ihre ersten Weltcuppunkte gewann. Bei den Olympischen Winterspielen 2006 in Pragelato belegte sie den 56. Rang im Sprint. Im Januar 2007 erreichte sie in Changchun mit dem achten Rang im Sprint ihr bestes Weltcupergebnis. Ihre besten Platzierungen bei den nordischen Skiweltmeisterschaften 2007 in Sapporo waren der 44. Platz im Sprint und der zehnte Platz in der Staffel und im Teamsprint. Bei den nordischen Skiweltmeisterschaften 2009 in Liberec belegte sie den 55. Platz im Sprint und den 13. Rang im Teamsprint. Bei den Olympischen Winterspielen 2010 in Vancouver erreichte sie den 51. Rang im Sprint. Im Februar 2011 gewann sie bei den Winter-Asienspielen 2011 die Bronzemedaille mit der Staffel und die Silbermedaille zusammen Li Hongxue im Teamsprint. Den 41. Platz im Sprint und den 12. Platz im Teamsprint holte sie bei den nordischen Skiweltmeisterschaften 2013 im Val di Fiemme. Ihre besten Ergebnisse bei den Olympischen Winterspielen 2014 in Sotschi waren der 32. Platz im Sprint und der 15. Platz im Teamsprint. Bei der Nordic Opening in Ruka zu Beginn der Saison 2015/16 belegte sie den 69. Platz. Bei den Winter-Asienspielen 2017 in Sapporo holte sie die Silbermedaille mit der Staffel und die Goldmedaille im Sprint.